# Карагай (приток Бугузуна)
Карагай — река в России, протекает по Кош-Агачскому району Республики Алтай. Устье реки находится в 60 км от устья реки Бугузун по правому берегу. Длина реки составляет 17 км.

## Этимология
От алт. Карагай — сосна, сосновый.

## Притоки

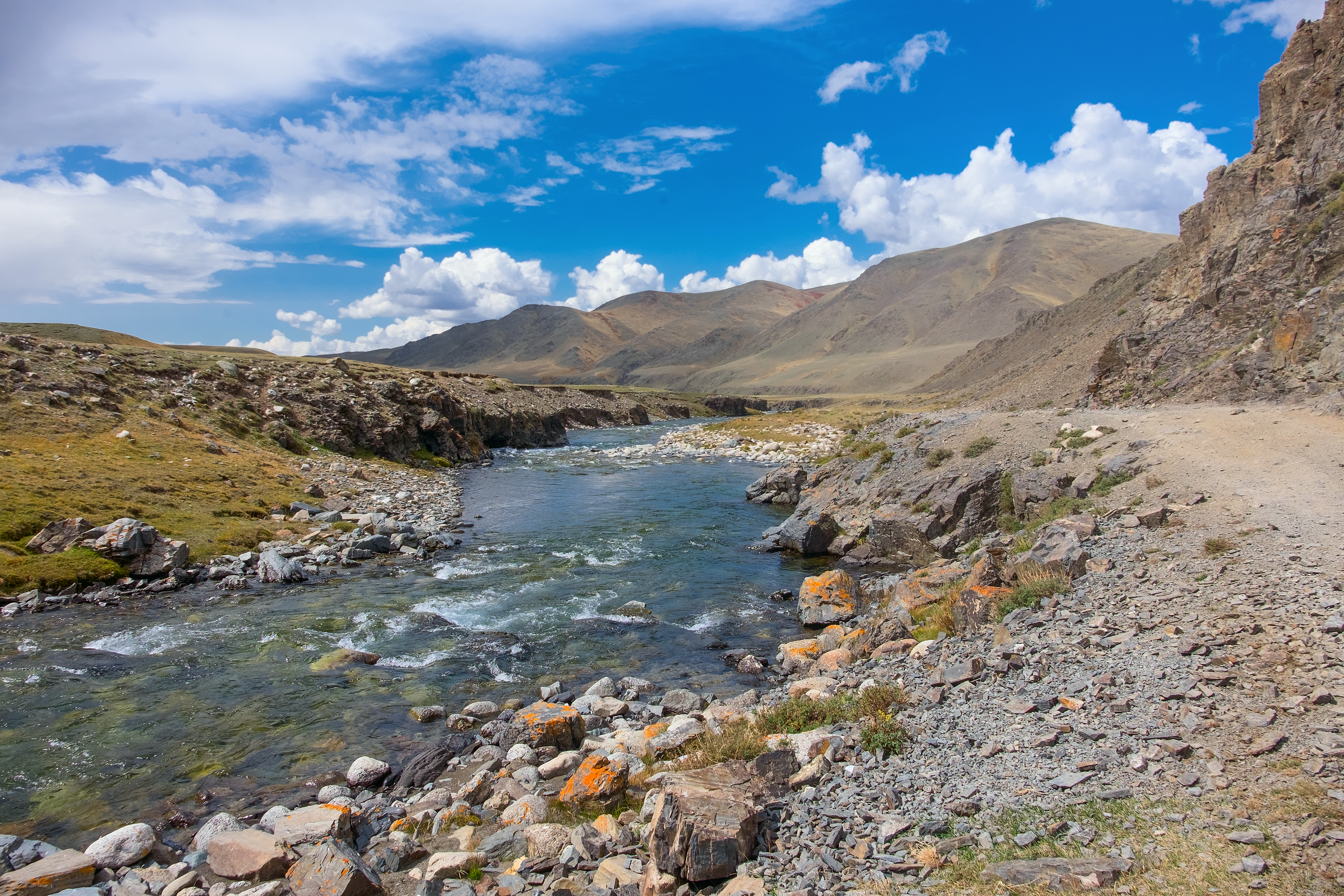
Возле устья

- 4 км: Текелю (лв)
- 8 км: Оленджулар (лв)
- Тоштуозек

## Данные водного реестра
По данным государственного водного реестра России относится к Верхнеобскому бассейновому округу, водохозяйственный участок реки — Катунь, речной подбассейн реки — Бия и Катунь. Речной бассейн реки — (Верхняя) Обь до впадения Иртыша.